# Plantago tehuelcha
Plantago tehuelcha är en grobladsväxtart som beskrevs av Carlos Luis Spegazzini. Plantago tehuelcha ingår i släktet kämpar, och familjen grobladsväxter. Inga underarter finns listade i Catalogue of Life.